# Kilani
Kilani (gr. Κοιλάνι) – wieś w Republice Cypryjskiej, w dystrykcie Limassol. W 2011 roku liczyła 216 mieszkańców.